# Спірос Капралос
Спірос Капралос (15 квітня 1955) — грецький ватерполіст і плавець.
Учасник Олімпійських Ігор 1980, 1984 років.